# 新寺 (共和县)
新寺（全称“恰卜恰新寺吉祥大乘洲”），位于中国青海省共和县东巴乡下梅村，为第六批青海省文物保护单位，公布日期为1998年12月22日，类型为古建筑。
新寺（全称“恰卜恰新寺吉祥大乘洲”）的历史年代为清。